# Septuaginta
La Septuaginta, in italiano versione dei Settanta (indicata pure con LXX o Ο'), è la versione dell'Antico Testamento in lingua greca. Essa è la traduzione di un testo ebraico antico leggermente diverso dal testo masoretico tramandato dal giudaismo rabbinico.
Secondo la lettera di Aristea sarebbe stata tradotta direttamente dall'ebraico da 72 saggi ad Alessandria d'Egitto; in questa città cosmopolita e tra le maggiori dell'epoca, sede della celebre Biblioteca di Alessandria, si trovava un'importante e attiva comunità ebraica.
Questa versione costituisce tuttora la versione liturgica dell'Antico Testamento per le chiese ortodosse orientali di tradizione greca. La versione dei Settanta non va confusa con le altre cinque o più versioni greche dell'Antico Testamento, la maggior parte delle quali ci sono pervenute solo in frammenti; fra queste ricordiamo le versioni di Aquila di Sinope, Simmaco l'Ebionita e Teodozione, presenti nell'opera di Origene, l'Exapla. Nei testi in lingua inglese i LXX vengono spesso indicati con OG (Old Greek, ovvero "Antica versione greca").
Secondo una tradizione uno dei 72 saggi che tradussero il Tanakh in greco fu Simeone il Vecchio, al quale lo Spirito Santo annunciò che non sarebbe morto prima di aver visto il Messia (Luca 2,26).

## Origine

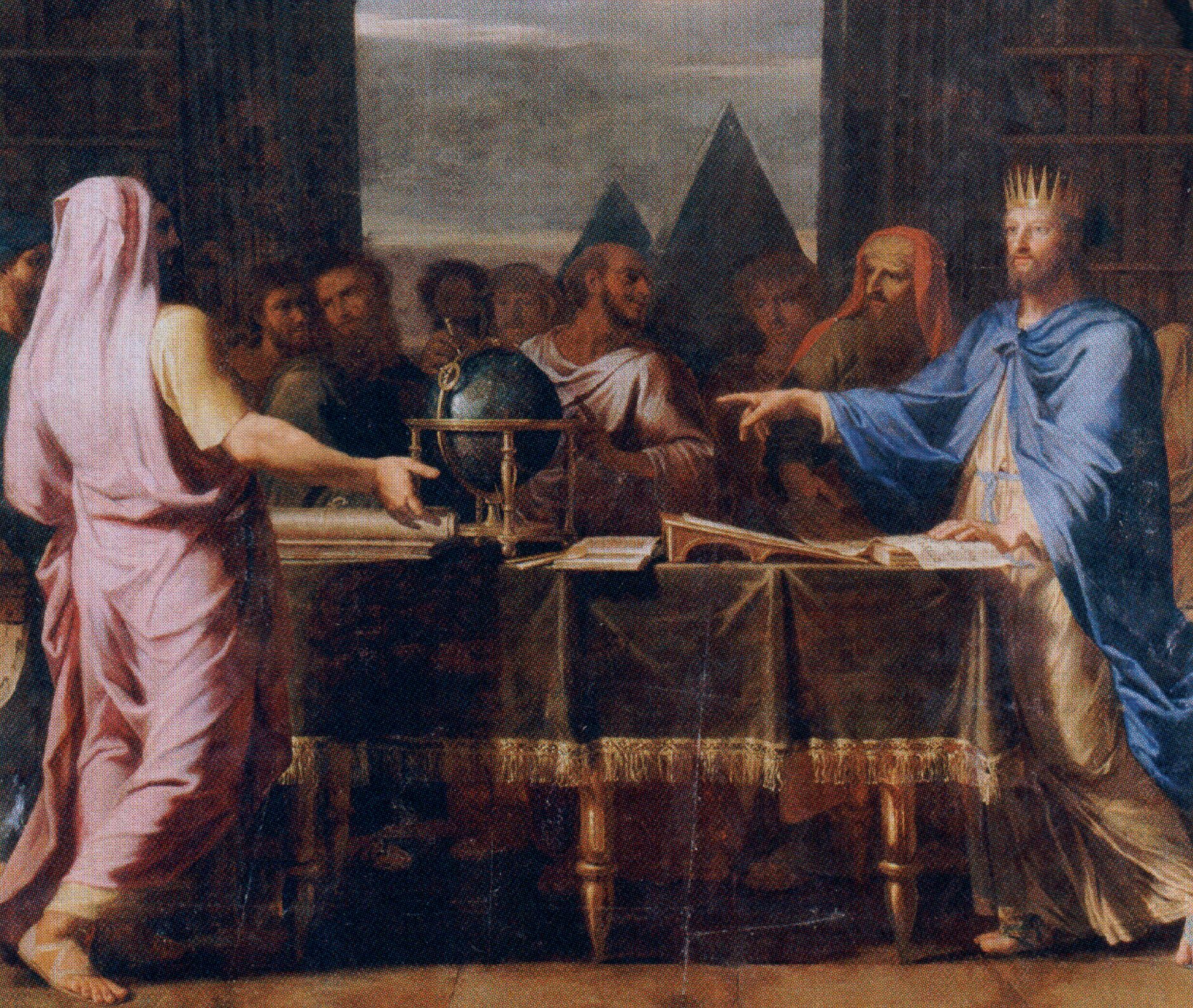
Tolomeo II Filadelfo parla con alcuni dei 72 dotti ebrei (dipinto di Jean-Baptiste de Champaigne)

### La traduzione del Pentateuco secondo la tradizione giudaica
L'origine della traduzione è narrata dalla Lettera di Aristea a Filocrate, oggi considerata un testo pseudoepigrafico della metà del II secolo a.C. Secondo tale racconto, il sovrano egiziano Tolomeo II (regno 285-246 a.C.) commissionò personalmente alle autorità religiose del tempio di Gerusalemme una traduzione in greco del Pentateuco per la neonata biblioteca di Alessandria. Il sommo sacerdote Eleazaro nominò 72 eruditi ebrei, sei scribi per ciascuna delle dodici tribù di Israele (in alcune narrazioni successive semplificati a 70), che si recarono ad Alessandria e vennero accolti con grande calore dal sovrano. Stabilitisi nell'isola di Faro, completarono la traduzione in 72 giorni grazie al loro lavoro comune. Sin qui Aristea.
La narrazione sulla traduzione si è poi modificata e arricchita. In primis, già in ambiente giudaico, si diffuse la leggenda che i 72, separati nelle loro celle, avessero prodotto il medesimo testo in maniera indipendente. Solo al termine del lavoro, comparando fra loro le versioni, avrebbero constatato l'identicità delle rispettive traduzioni. Tale leggenda sorse in ambienti che desideravano affermare il carattere ispirato della versione, probabilmente in opposizione alla tendenza palestinese di matrice farisaica a correggere il testo tradotto in direzione di quella forma ebraica che sarebbe stata poi accolta dal Rabbinato e a noi pervenuta nella redazione masoretica. Si osservi che il numero 72 corrisponde al nome di Dio (JHWH) secondo la gematria.
Il numero dei 72 traduttori è confermato anche da varie fonti rabbiniche, prima fra tutte la Megillah 9a-b del Talmud babilonese. Il Rabbinato conosce però anche una tradizione secondo cui i traduttori furono solamente cinque. Settanta sarebbero comunque i membri del Sinedrio (sanhedrin) che approvò la conformità fra testo tradotto e originale..

### Valutazioni dei biblisti
Anche senza tenere conto delle successive evoluzioni narrative, già la Lettera di Aristea potrebbe contenere elementi leggendari: la congruenza tra i 72 traduttori e i 72 giorni impiegati per tradurre appare forzosa; poco verosimile sembra soprattutto la possibilità di reperire, in data così tarda, scribi esperti e bilingui fra tutte le dodici tribù (dieci delle tribù risultano difficili da tracciare già dopo la caduta del regno di Israele nel 722 a.C. e la conseguente deportazione degli abitanti in Mesopotamia).
Ciononostante si è costituito un certo consenso tra gli studiosi contemporanei, riguardo a una traduzione della Tōrāh in Alessandria d'Egitto sotto Tolomeo Filadelfo. La richiesta del re ellenistico e il contributo "dall'alto" del tempio di Gerusalemme potrebbero essere una leggenda volta a conferire autorevolezza al testo. I Greci normalmente non erano interessati ai testi degli altri popoli e anche il caso parallelo e contemporaneo dell'egizio Manetone non pare essere stato suscitato dall'interessamento di Tolomeo. Tuttavia la città di Alessandria ospitava un intero quartiere giudaico e non è del tutto inverosimile che il sovrano fosse interessato a conoscere la Legge che gli Ebrei seguivano. In tal caso il lavoro potrebbe essere stato realizzato da ebrei autoctoni di lingua greca per l'uso liturgico della nutrita comunità giudaica, ormai ellenofona, come per lo più confermato dalle coeve iscrizioni giudaiche in lingua greca reperite in situ. Secondo questa interpretazione, la traduzione sarebbe stata solo in seguito accolta nella celebre biblioteca.
È perciò più probabile che la Lettera sia stata composta nella seconda metà del II sec. a.C. dopo il tentativo di ellenizzazione forzosa da parte di Antioco IV Epifane, quando in Palestina potrebbe avere cominciato ad affermarsi un testo ebraico stabile all'interno dei circoli farisaici. La distruzione dei libri sacri ebraici ordinata da Antioco, infatti, dovrebbe avere ridotto enormemente il numero di varianti ancora presenti nelle poche copie superstiti. La Lettera sarebbe stata scritta per contrastare l'insoddisfazione per le discrepanze fra il nuovo testo ebraico e la versione greca. Essa sarebbe perciò preziosa per cogliere l'alta considerazione che la versione godeva presso una parte del giudaismo del Secondo Tempio.

### La traduzione degli altri libri
Per la traduzione dei restanti libri l'opera fu realizzata da una scuola di traduttori che si occupò del salterio, sempre ad Alessandria, verso il 185 a.C.; in seguito furono tradotti Ezechiele, i Dodici Profeti minori e Geremia. Dopodiché vennero fatte le versioni dei libri storici (Giosuè, Giudici e i quattro libri dei Regni) e infine Isaia. Altri libri, Daniele, Giobbe e Siracide furono tradotti entro il 132 a.C. A parte il Pentateuco e il Salterio, di origine appunto alessandrina, vi sono incertezze sulla località in cui vennero tradotti gli altri libri. Si situa invece in Palestina nel I secolo a.C. la versione del Cantico dei cantici, delle Lamentazioni, di Rut ed Ester, poi quella dell'Ecclesiaste, certamente tardi nel I secolo d.C., in quanto più prossima alla tecnica di traduzione poi esibita da Aquila.

### La revisione "kaighé"
Già nei manoscritti antichi e perciò sin dalle prime edizioni a stampa alcune parti dell'antico testo greco sono state sostituite con una versione rivista per maggiore aderenza all'ebraico, spesso attribuita a Teodozione, ma in realtà prodotta sotto l'influenza del rabbinato palestinese in data anteriore al 50 d.C. e perciò anteriore al periodo in cui Teodozione sarebbe vissuto. Questa versione è oggi chiamata dagli specialisti "kaige" (pronuncia: kaighé) perché caratterizzata dal fatto che la congiunzione ebraica וְגַם (= "gam"), normalmente tradotta in greco con "kai" (= "e") viene invece tradotta con καὶ γέ (= "kai gé"), conferendogli così sfumatura asseverativa ("e certo"). La terminologia è nata dagli studi di Dominique Barthelemy su un manoscritto del Libro dei Dodici Profeti Minori ritrovato a Qumran e anteriore appunto al 50 a.C.
Barthelemy si rese conto che esisteva un'intera famiglia di manoscritti biblici con queste caratteristiche. Nei LXX appartengono alla kaighe il libro di Daniele e fra i libri storici i versetti da 2 Sam 11:2 a 1 Re 2:11 (detto dagli specialisti: "Regum βγ" o "kingdoms βγ") e i versetti da 1 Re 22:1 a 2 Re 24:15 ("Regum γδ" o "Kingdoms γδ") e altre parti minori.

## Manoscritti antichi
I più antichi manoscritti dei LXX comprendono frammenti di Levitico e Deuteronomio, risalenti al II secolo a.C. (Rahlfs nn. 801, 819, e 957), e frammenti del I secolo a.C. di Genesi, Levitico, Numeri, Deuteronomio e Profeti minori (Rahlfs nn. 802, 803, 805, 848, 942, e 943). Manoscritti relativamente completi dei LXX sono il Codex Vaticanus e il Codex Sinaiticus del IV secolo e il Codex Alexandrinus del V secolo. Questi peraltro sono i manoscritti quasi completi più antichi dell'Antico Testamento: il testo ebraico completo più antico risale al 1008 (Codex Leningradensis).

## Differenza con il Testo Masoretico

### Differenze nel canone
Nella versione dei Settanta troviamo anche dei libri non presenti nel canone ebraico definito nel I secolo d.C. e quindi con il Testo masoretico, la versione più in uso presso gli ebrei, che trovò probabilmente forma definitiva quasi quattrocento anni dopo la versione dei Settanta.
I seguenti libri sono invece entrati nel canone cattolico e quindi riportati nelle versioni latine successive. Essi sono detti libri deuterocanonici dai cattolici e apocrifi dai protestanti, che per l'Antico Testamento seguono il canone ebraico:
- Aggiunte al Libro di Ester[4]
- Giuditta
- Tobia[5]
- Primo e Secondo libro dei Maccabei
- Sapienza di Salomone  (Sapienza)
- Sapienza di Siracide (Siracide o Ecclesiastico)
- Baruc
- Lettera di Geremia (Conservata nella Bibbia latina come ultima parte [6] di Baruc)
- Preghiera di Azaria e Cantico dei tre giovani nella fornace (Daniele 3,26-45 e 3,52-90)
- Susanna (Daniele 13)
- Bel e il Drago (Daniele 14)

I seguenti libri invece non sono entrati nel canone cattolico e non sono pertanto presenti nelle versioni latine successive.
- Primo libro di Esdra[6]
- Terzo e Quarto libro dei Maccabei
- Il breve Salmo 151[7]
- Odi, inclusa la Preghiera di Manasse[8]
- Salmi di Salomone

### Differenze nel testo
Oltre alla differenza "strutturale" tra il canone ebraico e quello greco, nello specifico sono presenti moltissime differenze tra il Testo Masoretico e quello dei Settanta, anche se perlopiù totalmente irrilevanti per il significato del testo.
Per spiegare tali varianti alcuni studiosi, forti del confronto tra le versioni dei Settanta, del Testo masoretico, della Bibbia samaritana e soprattutto dei Manoscritti biblici di Qumran, hanno ipotizzato che i Settanta non derivino da quello che oggi è il Testo Masoretico, ma da un testo ebraico pre-masoretico a noi non pervenuto.
Altri studiosi hanno ipotizzato che le varianti dei Settanta non siano da ricondurre a un testo sorgente diverso da quello masoretico ma ad altre cause, come errori degli scribi o modifiche volontarie o involontarie degli stessi. Molte di queste diverse traduzioni potrebbero essere state originate anche dal fatto che i testi ebraici a disposizione dei traduttori greci erano solo consonantici (vocali e punteggiatura furono successivamente aggiunte dai masoreti), e dunque legittimamente aperti a più interpretazioni.
È impossibile optare in maniera univoca per una o l'altra delle due ipotesi. Per ogni singolo testo controverso occorre cercare di stabilire se in quel singolo caso si ha a che fare con un testo sorgente diverso, un errore, una variazione volontaria o altro ancora e cercare di capire quale dei due testi possa meglio rappresentare il loro antenato comune.
Più specificamente le differenze tra Testo Masoretico e Settanta sono identificabili in sei categorie:
- Testo sorgente diverso per TM e LXX. In particolare per Geremia e Giobbe il testo dei LXX è più corto e in Geremia e Proverbi i capitoli appaiono in un ordine diverso dal TM. Al contrario per il libro di Ester il testo contenuto nei LXX è notevolmente più ampio di quello del TM; anche il libro di Daniele contiene numerosi versetti in più rispetto al TM. Citando un esempio in particolare, in Isaia 36,11[10] l'attuale TM riporta 'popolo', mentre i LXX si riferiscono a un singolo 'uomo' (anche se il significato non cambia). Tra i manoscritti biblici di Qumran è presente un rotolo ebraico di Isaia (1QIsaa) contenente la versione 'uomo': non si tratta dunque di un errore di traduzione dei LXX, ma di un manoscritto sorgente ebraico diverso da quello cristallizzatosi nell'attuale Testo Masoretico. Tuttavia un esame complessivo dei manoscritti biblici di Qumran ha evidenziato un testo sostanzialmente fedele a quello masoretico: solo circa 5% delle discordanze LXX-TM è spiegabile con la presenza a Qumran di un testo premasoretico diverso da quello masoretico. In moltissimi casi relativi alle altre i LXX hanno seguito il testo ebraico preservato nel Pentateuco samaritano a discapito di quello masoretico.
- Differenze d'interpretazione del testo ebraico premasoretico (consonantico e privo di punteggiatura). Per esempio in Salmi 23,6[11] (22,6 nella numerazione LXX) le consonanti ebraiche WShBTY possono essere vocalizzate in maniera diversa, dando origine sia alla lettura "e tornerò" (TM) che "e l'abitare" (LXX), entrambe legittime.
- Ambiguità proprie dei termini originali ebraici. Per esempio in Salmi 47,10[12] l'ebraico parla di maginne-'eretz, che significa propriamente "scudi della terra", termine insolito nell'ebraico biblico che viene pertanto inteso dai LXX come una metafora per uomini armati, dunque "forti, prodi della terra".
- Alterazioni volontarie di stile, relative a motivazioni di stile o a esplicazioni di metafore. Per esempio in Salmi 1,4[13] il testo greco dei LXX presenta una ripetizione di "non così", assente nel TM ma metricamente più corretta. Inoltre nella versione ebraica di Daniele 11,5[14] seguenti si parla metaforicamente di re del Nord e del Sud, che nei LXX vengono esplicitati come rispettivamente il re d'Assiria e il re d'Egitto.
- Errori involontari dei copisti dei LXX, presenti in qualunque tradizione manoscritta.

## Diffusione e uso
Sono stati diversi i fattori che hanno spinto gli ebrei ad abbandonare l'uso dei LXX, fra i quali il fatto che gli scribi greci non erano soggetti alle stesse regole rigide imposte a quelli ebrei; inoltre, l'uso cristiano di questa versione, e il conseguente disappunto giudaico, diedero luogo a nuove traduzioni greche sostitutive: già nel I secolo la Settanta non viene più menzionata nel mondo ebraico. Oltre a questo, un graduale declino della conoscenza del greco fra gli ebrei fece preferire a poco a poco i manoscritti ebraici/aramaici compilati dai masoreti, oppure le autorevoli traduzioni aramaiche come quella di Onkelos, di rabbi Yonasan ben Uziel e il Targum Yerushalmi.
La Chiesa cristiana primitiva continuò a utilizzare i LXX, in quanto molti dei suoi primi aderenti erano di madrelingua greca e i brani messianici erano più chiaramente riferibili a Cristo nella versione greca. Quando Girolamo cominciò a tradurre la Bibbia in latino nella versione che sarebbe diventata la Vulgata, inizialmente utilizzò i LXX, usando il testo ebraico come controllo e verifica. Alla fine finì però per tradurre la maggior parte dell'Antico Testamento direttamente dall'ebraico.
Gli autori del Nuovo Testamento, anch'esso redatto in greco, erano soliti citare frequentemente i Settanta quando riportavano profezie e brani dall'Antico Testamento. La Chiesa ortodossa orientale utilizza tuttora i Settanta come base per le traduzioni in lingua moderna e la Chiesa ortodossa greca (che non necessita di traduzione) usa i Settanta nella sua liturgia. Le traduzioni fatte da studiosi cattolici, pur basandosi sul testo masoretico, utilizzano i Settanta per scegliere fra le possibili varianti quando il testo ebraico è ambiguo, corrotto o poco chiaro.

## Lingua
Il greco dei LXX contiene molti semitismi, idiomatismi errati e frasi di origine ebraica, e spesso si trova il fenomeno grammaticale noto come "attrazione". Alcune parti di essa sono state descritte come "ebraico con parole greche". Altre sezioni però mostrano un'ignoranza della lingua ebraica, e quindi una traduzione letterale che ha poco senso. La traduzione del Pentateuco è molto simile all'ebraico, mentre altri libri, come quello di Daniele, mostrano un influsso del midrash. L'Ecclesiaste è quasi iperletterale, mentre la traduzione del Libro di Isaia è generalmente più libera; questo fatto viene citato come evidenza quasi certa che la traduzione sia stata in realtà fatta da persone distinte.
I traduttori generalmente hanno usato una singola parola greca per ciascuna occorrenza di una singola parola ebraica; i Settanta possono essere pertanto definiti una traduzione per la maggior parte concordante, anche se però l'opposto non è vero: spesso più di una parola ebraica viene resa con lo stesso termine greco, perdendo alcune sfumature del testo.
Antiche parole greche assumono nuovi significati semantici: per esempio "giustizia", utilizzato per indicare l'intervento salvifico di Dio.

## Edizioni stampate
- La Bibbia Poliglotta Complutense (dal nome latino della città spagnola di Alcalá) è la prima edizione critica stampata, iniziata nel 1514, terminata nel 1518, ma pubblicata nel 1520, realizzata dal card. Francisco Jiménez de Cisneros (Ximenes). Conteneva l'Antico Testamento in ebraico, greco, latino, il Pentateuco aramaico. Il testo greco della Settanta era quello secondo la recensione di Origene nell'Exapla.
- L'Edizione Aldina (dal curatore Aldo Manuzio), pubblicata a Venezia nel 1518. L'editore sostenne che l'opera si basava su antichi manoscritti, senza però specificare quali. Il testo comunque è molto vicino al Codex Vaticanus.
- L'Edizione Romana o Sistina riproduce quasi esclusivamente il Codex Vaticanus. La sua realizzazione fu diretta dal cardinal Antonio Carafa e vide la luce nel 1586, sotto il patrocinio del papa Sisto V. L'opera aveva come intento principale quello di coadiuvare la revisione della Vulgata, indetta dal Concilio di Trento, che fu terminata nel 1592 (è la cosiddetta Vulgata Clementina). L'edizione Sistina subì numerose revisioni ed edizioni, tra cui: l'edizione di Holmes e Pearsons (Oxford, 1798-1827); la settima edizione di Tischendorf, apparsa a Lipsia tra il 1850 e il 1887; l'edizione di Swete (Cambridge, 1887-95, 1901, 1909).
- L'edizione di Grabe fu pubblicata a Oxford tra il 1707 e il 1720. Riproduce, in maniera imperfetta, il Codex Alexandrinus.

## Elenco dei libri
| Greco                                 | Italiano |
| ------------------------------------- | --- |
| ΓΕΝΕΣΙΣ                               | Genesi |
| ΕΞΟΔΟΣ                                | Esodo |
| ΛΕΥΙΤΙΚΟΝ                             | Levitico |
| ΑΡΙΘΜΟΙ                               | Numeri |
| ΔΕΥΤΕΡΟΝΟΜΙΟΝ                         | Deuteronomio |
| ΙΗΣΟΥΣ ΝΑΥΗ                           | Giosuè, il figlio di Nun |
| ΚΡΙΤΑΙ                                | Giudici |
| ΡΟΥΘ                                  | Rut |
| ΒΑΣΙΛΕΙΩΝ Α´                          | I Re (1 Samuele) |
| ΒΑΣΙΛΕΙΩΝ Β´                          | II Re (2 Samuele) |
| ΒΑΣΙΛΕΙΩΝ Γ´                          | III Re (1 Re) |
| ΒΑΣΙΛΕΙΩΝ Δ´                          | IV Re (2 Re) |
| ΠΑΡΑΛΕΙΠΟΜΕΝΩΝ Α´                     | I Omissioni (1 Cronache) |
| ΠΑΡΑΛΕΙΠΟΜΕΝΩΝ Β´                     | II Omissioni (2 Cronache)                                                                                                   |
| ΕΣΔΡΑΣ Α´                             | I Esdra(omesso nel canone ebraico)                                                                                          |
| ΕΣΔΡΑΣ Β´                             | II Esdra (Esdra) |
| ΝΕΕΜΙΑΣ                               | Neemia |
| ΤΩΒΙΤ                                 | Tobia (omesso nel canone ebraico)                                                                                           |
| ΙΟΥΔΙΘ                                | Giuditta (omesso nel canone ebraico)                                                                                        |
| ΕΣΘΗΡ                                 | Ester |
| ΜΑΚΚΑΒΑΙΩΝ Α´                         | I. Maccabei (omesso nel canone ebraico)                                                                                     |
| ΜΑΚΚΑΒΑΙΩΝ Β´                         | II. Maccabei (omesso nel canone ebraico)                                                                                    |
| ΜΑΚΚΑΒΑΙΩΝ Γ´                         | III. Maccabei (omesso nel canone ebraico)                                                                                   |
| ΜΑΚΚΑΒΑΙΩΝ Δ´                         | IV. Maccabei (canone ortodosso) (omesso nel canone ebraico)                                                                 |
| ΨΑΛΜΟΙ                                | Salmi (compreso il Salmo 151. Inoltre, la numerazione dei LXX degli altri salmi è leggermente diversa da quella masoretica) |
| ΙΩΒ                                   | Libro di Giobbe |
| ΩΔΑΙ (con ΠΡΟΣΕΥΧΗ ΜΑΝΑΣΣΗ)           | Odi (con la preghiera di Manasse) (Spesso omesso nel canone ortodosso) (omesso nel canone ebraico)                          |
| ΠΑΡΟΙΜΙΑΙ                             | Libro dei Proverbi |
| ΕΚΚΛΗΣΙΑΣΤΗΣ                          | Qoelet (Ecclesiaste) |
| ΑΣΜΑ                                  | Cantico di Salomone |
| ΣΟΦΙΑ ΣΑΛΩΜΩΝ                         | Sapienza di Salomone (omesso nel canone ebraico)                                                                            |
| ΣΟΦΙΑ ΣΕΙΡΑΧ                          | Siracide /Sapienza del figlio di Sirah (Ecclesiastico) (omesso nel canone ebraico)                                          |
| ΨΑΛΜΟΙ ΣΟΛΟΜΩΝΤΟΣ                     | Salmi di Salomone |
| ΩΣΗΕ                                  | Osea |
| ΑΜΩΣ                                  | Amos |
| ΜΙΧΑΙΑΣ                               | Michea |
| ΙΩΗΛ                                  | Gioele |
| ΟΒΔΙΟΥ                                | Abdia |
| ΙΩΝΑΣ                                 | Giona |
| ΝΑΟΥΜ                                 | Naum |
| ΑΜΒΑΚΟΥΜ                              | Abacuc |
| ΣΟΦΟΝΙΑΣ                              | Sofonia |
| ΑΓΓΑΙΟΣ                               | Aggeo |
| ΖΑΧΑΡΙΑΣ                              | Zaccaria |
| ΜΑΛΑΧΙΑΣ                              | Malachia |
| ΗΣΑΙΑΣ                                | Isaia |
| ΙΕΡΕΜΙΑΣ                              | Geremia |
| ΒΑΡΟΥΧ                                | Libro di Baruc (omesso nel canone ebraico)                                                                                  |
| ΘΡΗΝΟΙ                                | Lamentazioni di Geremia |
| ΕΠΙΣΤΟΛΗ ΙΕΡΕΜΙΟΥ                     | Lettera di Geremia (omesso nel canone ebraico/nelle versioni cattoliche è il capitolo 6 di baruc)                           |
| ΙΕΖΕΚΙΗΛ                              | Ezechiele |
| ΣΩΣΑΝΝΑ                               | Susanna (omesso nel canone ebraico/nelle versioni cattoliche è il capitolo 14 di Daniele)                                   |
| ΔΑΝΙΗΛ (con ΤΩΝ ΤΡΙΩΝ ΠΑΙΔΩΝ ΑΙΝΕΣΙΣ) | Daniele (con la preghiera di Azaria e il cantico dei tre giovani, parti omesse nel canone ebraico)                          |
| ΒΗΛ ΚΑΙ ΔΡΑΚΩΝ                        | Bel e il Drago (omesso nel canone ebraico/in versioni cattoliche è il capitolo 13 di Daniele)                               |

### Edizione critica
- Alfred Rahlfs, Robert Hanhart (a cura di), Septuaginta: id est Vetus Testamentum graece iuxta LXX interpretes, Stuttgart, Württembergische Bibelanstalt, 2006.

### Traduzione italiana
- La Bibbia dei Settanta, a cura di Paolo Sacchi, Brescia, Morcelliana, Vol. 1: Pentateuco, 2012; Vol. 2: Libri storici, 2016; Vol. 3: Libri poetici, 2013; Vol. 4: Profeti, 2019.

### Studi
- S. P. Brock, C. T. Frisch, S. Jellicoe (eds.), A Classified Bibliography of the Septuagint, Leiden, Brill, 1973.
- Cécile Dogniez, Bibliography of the Septuagint, Bibliographie de la Septante (1970-1993), Leiden, Brill , 1995.
- (FR) Gilles Dorival, Marguerite Harl; Olivier Munnich, La Bible grecque des Septante. Du judaïsme hellénique au christianisme ancien, Éditions du Cerf & Éditions du CNRS, 1988 (archiviato dall'url originale il 23 luglio 2011).
- Natalio Fernández Marcos, Septuaginta. La Bibbia di ebrei e cristiani, Brescia, Morcelliana, 2010.
- Natalio Fernández Marcos, La Bibbia dei Settanta. Introduzione alle versioni greche della Bibbia, Brescia, Paideia, 2000.
- Martin Hengel, The Septuagint as Christian Scripture, Londra, T & T Clark, 2002.
- Sidney Jellicoe, The Septuagint and Modern Study, Oxford, Oxford University Press, 1968.
- Sidney Jellicoe (ed.), Studies in the Septuagint: Origins, Recensions, and Interpretation, New York, Ktav Publishing House, 1974.
- Francesco Vattioni, Storia del testo biblico: l'origine dei LXX, in Annali dell'Istituto universitario orientale di Napoli, vol. 30, 1980,  pp. 115-130.